# Моника Геллер
Мо́ника Е. Ге́ллер (англ. Monica E. Geller, позднее — Моника Геллер-Бинг) — персонаж популярного американского телевизионного сериала «Друзья». Её роль исполнила Кортни Кокс.
День рождения: март 1970 года.

## Биография
Моника — младшая сестра Росса Геллера. В детстве она была очень полной, отчего сильно комплексовала. Однако ко времени начала действия сериала она стала стройной и атлетичной. О том, что она была очень полной, зрители узнают, когда герои смотрят вместе домашнее видео времён школьных старших классов. На оправдания Моники по поводу лишнего веса («камера прибавляет десять фунтов») следует язвительный комментарий Чендлера: «Сколько же камер тебя снимало?». Моника похудела, потому что подслушала, как Чендлер высмеивал её полноту в юности. Причём сделала это за один год. Впоследствии она закончит кулинарную школу. До 13 лет не могла узнать время по часовым стрелкам. Дважды прослушала курс психологии в колледже.
В начале самостоятельной жизни Моника живет в квартире своей бабушки, вместе со своей подругой Фиби Буффе, однако в начале сериала Фиби съезжает, а в квартире Моники поселяется её школьная подруга Рэйчел Грин. Позднее в квартиру Моники въезжает её возлюбленный, Чендлер. А в последнем эпизоде «Друзей» Моника и Чендлер съезжают с квартиры и переезжают в собственный дом.
Моника очень организована и чересчур озабочена порядком и чистотой. Однажды она сказала, как вымыла 7 автомобилей на парковке возле дома только потому, что не могла вытерпеть их грязный вид. Также любит азартные игры и ненавидит проигрывать. Коронная фраза — «I KNOW! (рус. Я знаю!)»
У неё сохранились комплексы из-за чрезмерной полноты в прошлом и из-за того, что в детстве родители больше любили её старшего брата, Росса.

## Чендлер и Моника
Моника и Чендлер познакомились на День Благодарения в 1987 году, когда Чендлер приехал к Россу, с которым жил в одной комнате, на выходные. Он сразу понравился Монике, и она приготовила ему макароны с сыром, когда узнала, что он не ест традиционные блюда. Чендлер посоветовал Монике стать поваром, а потом сказал Россу, что не желает общаться с «его жирной сестрой», не зная, что она его подслушивает. На следующий год похудевшая Моника нечаянно отрезала кончик мизинца Чендлеру, когда пыталась отомстить ему за то, что он высмеивал её полноту. Тем не менее, впоследствии Моника и Чендлер сблизились.
Близкие отношения между Чендлером и Моникой начались в Лондоне на свадьбе её брата. Тогда Моника была очень расстроена из-за того, что один из гостей принял её за мать Росса, и Чендлер её утешил, после чего они переспали. Постепенно их отношения переросли в роман, который, однако, они продолжительное время ото всех скрывали. Об их отношениях совершенно случайно узнал Джо, а за ним и остальные друзья.
В седьмом сезоне Чендлер и Моника поженились. Свадьба Моники и Чендлера была 18 июня 2001 года. А в последнем сезоне, выяснив, что они не могут иметь детей, Чендлер и Моника усыновили двойняшек Эрику и Джека.

## Семья Геллеров
- Моника родилась в еврейской семье, о чём неоднократно прямо или косвенно упоминается в сериале.
- Моника — младший ребёнок в семье. В детстве они с Россом часто конфликтовали, однако, повзрослев, стали очень близки. Несмотря на это, их детские споры периодически всплывают на поверхность.
- Родители всегда отдавали предпочтение Россу. Их мать, Джуди Геллер, из лучших побуждений постоянно придирается к дочери по разным мелочам (начиная от причёски, заканчивая друзьями и работой). Росса всегда ставят Монике в пример, из-за чего та очень переживает.

## Работа
Профессия Моники — повар. Первой её работой был ресторан «Иридиум», однако она была уволена оттуда за то, что приняла подарок от поставщика продуктов, что было расценено как взятка.
После этого Моника устроилась в ресторан в стиле 1950-х, где была вынуждена носить парик блонд и накладную грудь.
Богатый мужчина, с которым она некоторое время встречалась, устроил её шеф-поваром в его ресторан. Однако после их разрыва Моника была вынуждена покинуть эту работу и заняться совместным бизнесом (организация поминальных ужинов) с Фиби.
Вскоре после этого она получила должность шеф-повара в ресторане «Алессандро». Первое время сотрудники этого заведения (большинство из которых были родственниками предыдущего шеф-повара) ненавидели Монику и строили ей разнообразные козни, однако впоследствии ситуация наладилась (они стали бояться, что Моника их уволит).
Она уволилась из «Алессандро», когда Чендлер получил новую работу и собирался переехать в Талсу (штат Оклахома). Впоследствии она стала шеф-поваром ресторана « Джаву (Javu)».